# Šunjo
Prezime Šunjo nose Hrvati, najvećim dijelom sa sjevera Hercegovine, točnije iz općine Prozor-Rama. U prošlom je stoljeću razmjerno najveći broj Šunja rođen u selu Proslap na području ramske općine.
Danas najveći broj Šunja u Hrvatskoj živi u Zagrebu i u okolici Požege (kamo se velik broj Ramaca u drugoj polovici 20. stoljeća preselio zbog povijesnih neprilika tj. torture komunističkog režima).

## Poznati Šunje
- Josipa Šunjo, pijanistica i glazbena pedagoginja